# Catedral de Santo Domingo (Vila Real)
La Catedral de Santo Domingo o simplemente Catedral de Vila Real (en portugués: Sé Catedral de Vila Real o Igreja de São Domingos) es una catedral católica en Vila Real, en el país europeo de Portugal. Es la sede de la diócesis de Vila Real desde 1924.

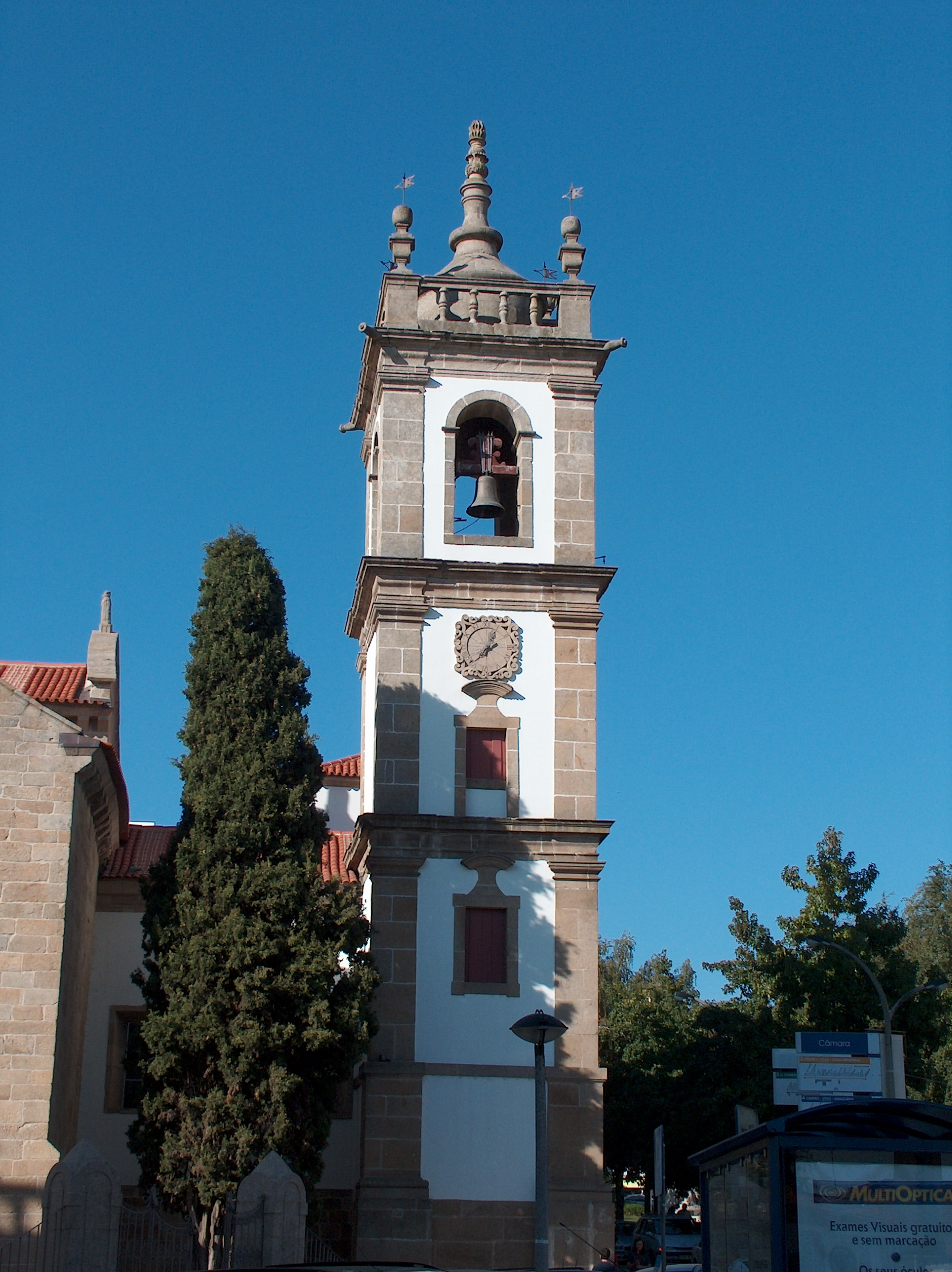
Vista de la torre de la catedral

Fue construida en 1424 como un convento de los dominicos de Guimaraes, y es un ejemplo de la arquitectura gótica en la región de Trás-os-Montes. Desde el 19 de febrero de 1926, se clasifica como monumento nacional portugués.
El Rey Juan I donó el terreno al convento en 1421 y 1422, y los trabajos de construcción comenzaron en 1424. La edificación del convento también fue patrocinada por los Marqueses de Vila Real, cuya residencia se encuentra cerca.
La iglesia fue restaurada en el siglo XVI y especialmente en el siglo XVIII, cuando se construyó la torre de la capilla y el campanario actual de estilo barroca.  Las dependencias monásticas también se sometieron a una renovación importante en ese momento. 
En 1834, con la extinción de las órdenes religiosas, la iglesia se convierte en la sede de la parroquia de San Daniel y el monasterio fue reutilizado como cuartel del batallón de cazadores. En 1837 un gran incendio destruyó el interior del convento y parte de la iglesia. En 1922, el Papa Pío XI creó la diócesis de Vila real, y la antigua iglesia de la ciudad es declarada catedral en 1924. 
Fue sometida a importantes obras de restauración en los años 1930 y 1940 coordinados por el DGEMN. El retablo actual de estilo manierista, fue llevado en 1938  desde el Monasterio de Odivelas. 